# Ringer (Fernsehserie)
Ringer ist eine US-amerikanische Fernsehserie von Eric Charmelo und Nicole Snyder. Sie wurde von 2011 bis 2012 von Warner Bros. Television, CBS Television und ABC Studios produziert und umfasst eine Staffel mit 22 Episoden. Für die Musik war Gabriel Mann verantwortlich, ein Mitglied der Band The Rescues, der unter anderem auch die Titelmusik für Modern Family komponierte. Sie startete am 13. September 2011 auf dem Sender The CW.

## Handlung
Bridget Kelly und Siobhan Martin sind Zwillingsschwestern, die in den letzten sechs Jahren im kompletten Widerspruch zueinander gelebt haben. Während Bridget nun sechs Monate trocken ist und ihr Leben wieder auf die Reihe kriegt, lebt Siobhan ein wohlhabendes und verwöhntes Leben. Nachdem Bridget die einzige Zeugin eines Auftragsmordes der Mafia wird, soll sie deswegen vor Gericht aussagen. Doch obwohl ihr FBI-Agent ihr versichert, sie sei nicht in Gefahr, flüchtet sie, ohne es einem Menschen zu sagen, nach New York City. Dort angekommen sieht es so aus, als würden die beiden entfremdeten Schwestern ihre angespannte Beziehung bereinigen.
Doch als Siobhan bei einem gemeinsamen Bootsausflug verschwindet, denkt Bridget, sie habe Selbstmord begangen und übernimmt die Identität ihrer Schwester. Dabei findet sie schockierende Geheimnisse, nicht nur über ihre Schwester und deren Ehe, sondern auch über Siobhans beste Freundin Gemma und ihren Ehemann Henry heraus. Als jemand versucht, sie in Siobhans Penthouse zu töten, stellt sie fest, dass anscheinend auch jemand Siobhan nach dem Leben trachtet.

## Produktion
Im Januar 2011 wurde bekannt, dass CBS eine neue Serie namens Ringer in der Produktion habe. Die Pilotfolge wurde von Eric Charmelo und Nicole Snyder geschrieben und von Richard Shepard inszeniert. Die Dreharbeiten zur ersten Folge begannen im März 2011 in New York City. Gellar fungiert neben Peter Traugott und Pam Veasey als Executive Producer. Am 13. Mai 2011 bestellte The CW, der Schwesternsender von CBS, Ringer als Serie und orderte vorerst dreizehn Episoden. Im Anschluss daran folgte die Bekanntgabe von ABC Studios, die Serie nicht mehr zu produzieren, da man mit dem Senderwechsel nicht einverstanden gewesen sei. Vier Tage später gab Warner Bros. bekannt, die Serie nun weiter zu produzieren. Mit der Bekanntgabe des neuen Herbstprogrammes der Season 2011–2012 wurde bekannt, dass die Serie dienstags nach 90210 ausgestrahlt wird. Mitte Oktober 2011 wurden durch den Sender weitere neun zu den zuvor bestellten dreizehn Episoden bestellt, womit die erste Staffel auf insgesamt 22 Episoden kommt.
Aufgrund der nicht überzeugenden Einschaltquoten gab der Sender im Mai 2012 die Absetzung der Serie bekannt.

### Casting
Das Casting begann im Januar 2011 mit der Verpflichtung von Sarah Michelle Gellar. Sie spielt die beiden Zwillingsschwestern Bridget Kelly und Siobhan Martin. Daraufhin stieß Nestor Carbonell als Victor Machado zur Besetzung, gefolgt von Ioan Gruffudd als Andrew Martin und Mike Colter als Malcolm Howard. Später wurde noch Tara Summers als Gemma Gallagher, Siobhans beste Freundin, und im März noch Kristoffer Polaha als Henry Gallagher verpflichtet. Am 19. Juli 2011 wurde berichtet, dass Jaime Murray als Olivia, Andrews Geschäftspartnerin, gecastet wurde.
Eine Woche später wurde bekannt, dass die Rolle der Juliet neu besetzt wird. Caitlin Custer, die die Rolle in der Pilotfolge gespielt hatte, wurde durch Zoey Deutch ersetzt. Im August wurde berichtet, dass Justin Bruening die Nebenrolle des Tylers erhalten hat. Im weiteren Verlauf des Monates wurden noch Billy Miller als Charlie, den Bridget bei ihren NA-Treffen kennenlernt, und Jason Dohring als Mr. Carpenter, ein Lehrer an Juliets High School, angeworben.
Daraufhin folgte die Verpflichtung von Gage Golightly als eine Mitschülerin von Juliet. Am 3. September 2011 gab der Disney-Star Nicole Anderson über ihren Twitter-Account bekannt, dass sie die Rolle der Monica, einer weiteren Mitschülerin von Juliet, übernimmt.

### Promotion
Die Serie hatte ihre Premiere auf der San Diego Comic-Con 2011, wo die Darsteller Sarah Michelle Gellar, Nestor Carbonell, Ioan Gruffudd und Kristoffer Polaha, der Executive Producer Pam Veasey und die Co-Executive Producers Nicole Snyder und Eric Charmelo anwesend waren. Außerdem war Gellar in einem Fotoshooting für The Hollywood Reporters Comic-Con: TV’s 6 Most Wanted Women dabei.
Zwei Promoposter für die Serie wurden am 20. Juli 2011 vorgestellt. Eins mit Gellar, Carbonell, Gruffudd und Polaha, während auf dem Anderen nur Gellar und der Schriftzug „The Ultimate Double Cross“ zu sehen war. Auf der Television Critics Association Sommer Tour waren Sarah Michelle Gellar, Nestor Carbonell, Ioan Gruffudd, Kristoffer Polaha und Mike Colter anwesend, um für die Serie Werbung zu machen. Im Laufe des Monates August wurden mehrere Werbetafeln in Los Angeles, New York City und Chicago aufgehängt, sowie zwei große Spiegel in Los Angeles und New York City aufgebaut, damit Passanten visuelle Doppelgänger von sich selbst erstellen konnten.
Anfang September 2011 wurde ein neues Promoposter mit der gesamten Hauptbesetzung veröffentlicht. Am 12. September 2011 war Sarah Michelle Gellar zu Gast in der Talkshow Late Night with Jimmy Fallon und am folgenden Tag in Regis and Kelly um Werbung für die Serie zu machen.

## Besetzung und Synchronisation
Die deutsche Synchronisation entstand bei der Synchronfirma Antares Film GmbH in Berlin unter der Dialogregie von Ulrich Johannson.

### Hauptbesetzung
| Rolle                        | Schauspieler          | Hauptrolle (Folgen) | Synchronsprecher |
| ---------------------------- | --------------------- | ------------------- | ---------------- |
| Bridget Kelly/Siobhan Martin | Sarah Michelle Gellar | 1–22                | Nana Spier       |
| Henry Butler                 | Kristoffer Polaha     | 1–22                | Jaron Löwenberg  |
| Andrew Martin                | Ioan Gruffudd         | 1–22                | Johannes Berenz  |
| Victor Machado               | Nestor Carbonell      | 1–22                | Peter Flechtner  |
| Malcolm Ward                 | Mike Colter           | 1–16                | Matti Klemm      |

### Nebenbesetzung
| Figur            | Darsteller          | Deutscher Sprecher | Nebenrolle (Folgen) |
| ---------------- | ------------------- | ------------------ | ------------------- |
| Juliet Martin    | Zoey Deutch         | Luisa Wietzorek    | 1–22                |
| Bodaway Macawi   | Zahn McClarnon      |                    | 1–22                |
| Gemma Butler     | Tara Summers        | Silvia Mißbach     | 1–10                |
| Olivia Charles   | Jaime Murray        |                    | 2–21                |
| Tyler Barrett    | Justin Bruening     | Wanja Gerick       | 3–18                |
| Charlie          | Billy Miller        | Tim Knauer         | 5–10, 22            |
| Mr. Carpenter    | Jason Dohring       | Robin Kahnmeyer    | 6–15                |
| Tessa Banner     | Gage Golightly      |                    | 6–17                |
| Catherine Martin | Andrea Roth         | Irina von Bentheim | 12–21               |
| Solomon Vessida  | Sean Patrick Thomas |                    | 12–22               |
| Shaylene Briggs  | Nikki DeLoach       | Sonja Spuhl        | 16–22               |

### Gastdarsteller
- Michelle Stafford als Peggy Lewis (Folge 3)
- Nicole Anderson als Monica Reynolds (Folge 7)
- Amber Benson als Mary Curtis (Folge 10)
- Mädchen Amick als Greer Sheridan (Folge 11 & 22)
- Misha Collins als Dylan Morrison (Folge 14)
- Dylan Neal als Washburn Milter (Folge 21)
- Vanessa Bell Calloway als Royce Weigler (Folge 22)

## Ausstrahlung
In den USA startete die Serie am 13. September 2011 gleich im Anschluss an die Premiere der vierten Staffel von 90210. Für das Vereinigte Königreich hat sich der Sender Sky Living die Rechte gesichert und zeigt die erste Staffel kurz nach der US-Ausstrahlung. In Kanada wird die Serie ab dem 16. September 2011 auf dem Sender Global TV gezeigt. Am 28. Juli 2011 sicherte sich Mediaset España Comunicación die Rechte für eine Ausstrahlung in Spanien. Ende August 2011 wurde bekannt, dass die M6 Group die Rechte für eine Ausstrahlung in Frankreich erworben hat. Die Ausstrahlungsrechte für Deutschland hat sich die ProSiebenSat.1 Media gesichert, wo die Ausstrahlung der Serie seit dem 29. November 2012 beim Sender sixx erfolgt.

## Episodenliste
| Nr. | Deutscher Titel           | Originaltitel                                     | Erstausstrahlung USA | Deutschsprachige Erstausstrahlung (D) | Regie            | Drehbuch                                          | Zuschauer (USA) |
| --- | ------------------------- | ------------------------------------------------- | -------------------- | ------------------------------------- | ---------------- | ------------------------------------------------- | --------------- |
| 1 | Bridget und Siobhan       | Pilot                                             | 13. Sep. 2011        | 29. Nov. 2012                         | Richard Shepard  | Eric Charmelo & Nicole Snyder                     | 2,84 Mio.       |
| Bridget Kelly, eine ehemalige Süchtige und Stripperin, wird Zeugin eines Mafiamordes. Sie soll daraufhin vor Gericht als Hauptbelastungszeugin der Anklage gegen den mächtigen Gangsterboss Bodaway Macawi aussagen. Doch da sie befürchtet, das FBI könnte sie nicht vor der Mafia beschützen, flüchtet sie zu ihrer Schwester Siobhan nach New York City. Siobhan ist mit Andrew Martin, einem Geschäftsmann für Hedgefonds, verheiratet. Dann verschwindet Siobhan bei einem Bootsausflug spurlos und Bridget muss davon ausgehen, dass sich ihre Schwester das Leben genommen hat. Sie erkennt die Situation und nimmt die Identität ihrer Schwester an, um sich vor der Mafia und dem FBI zu verstecken. Noch am gleichen Abend ruft sie ihren NA-Betreuer Malcolm an und erzählt ihm die Geschehnisse. Am nächsten Tag trifft sie Siobhans beste Freundin Gemma, die ihr erzählt, dass sie glaubt, ihr Ehemann Henry habe eine Affäre. Diese Ahnung bewahrheitet sich auch, da Henry am Abend auf einer Gala versucht, Siobhan zu küssen. Derweil taucht der FBI-Agent Machado auf und hofft, mit der Hilfe von Siobhan Bridget finden zu können. Siobhan erhält einen Anruf von Gemma, die sie ins Loft bestellt: Sie wisse nun, mit wem Henry eine Affäre habe. Als Siobhan dort auftaucht, findet sie statt Gemma einen maskierten Mann vor, der sie umbringen will, doch sie erschießt ihn in Notwehr. Am Ende sieht man die echte Siobhan – die anscheinend noch am Leben ist – während sie in Paris einen Anruf erhält. |                           |                                                   |                      |                                       |                  |                                                   |                 |
| 2 | Die Leiche fehlt          | She’s Ruining Everything                          | 20. Sep. 2011        | 29. Nov. 2012                         | Rob Bailey       | Eric Charmelo & Nicole Snyder                     | 1,94 Mio.       |
| Bridget versucht, die Leiche ihres Angreifers zu verstecken. Sie wird dabei von Gemma unterbrochen, mit der sie im Anschluss nach Hause geht. Am nächsten Tag macht sie sich auf, um die Leiche nun endgültig zu verstecken und trifft dabei auf die nach Hause kommende Juliet. Sie erkennt, dass Juliet high ist und erinnert sich dabei an ihre eigenen Drogenexzesse aus der Vergangenheit. Sie macht sich danach auf den Weg in den Speicher, wo sie einen Anruf von Malcolm erhält, der ihr vorschlägt, sich zu treffen. Unterdessen entscheidet sich Machado, noch in New York zu bleiben, um mehr über Siobhan und Bridget zu erfahren, da er Siobhan nicht traut. Zusammen mit Malcolm plant sie dann ihre Flucht, aber eine unvorhergesehene Party von Andrew, die unbedingt im Loft stattfinden muss, ruiniert alles. Inzwischen entdeckt Gemma weitere Hinweise darauf, dass ihr Mann Henry sie betrügt. Auf der Party lernt Bridget Olivia, Andrews Geschäftspartnerin, kennen und stößt auch auf den FBI-Agent Machado, der ihr wieder einige Fragen stellen möchte, aber auch dieses Mal keine Antworten erhält. Während der Reden von Andrew und Olivia klingelt das Telefon des Toten, der sich in einer alten Truhe befindet. Bridget geht zur Truhe und nimmt das Handy an sich. In der Nacht plant sie zunächst zu flüchten, hört dabei, wie Juliet sich in die Toilette übergibt und entschließt sich, aufgrund der Erkenntnis, dass mal andere sie brauchen, noch dort zu bleiben. Währenddessen möchte die echte Siobhan in Paris Geld abheben, muss dabei aber feststellen, dass das Konto von Bridget in Manhattan bereits aufgelöst wurde. |                           |                                                   |                      |                                       |                  |                                                   |                 |
| 3 | Französisch für Anfänger  | If You Ever Want A French Lesson                  | 27. Sep. 2011        | 6. Dez. 2012                          | Allan Arkush     | Hank Chilton                                      | 1,98 Mio.       |
| Bridget versucht, das Handy des Angreifers zurückzuverfolgen, kommt dabei aber nicht weit. Unterdessen wird Malcolm von ein paar Schlägern, welche Macawi geschickt hat, zusammengeschlagen, denn er hat noch immer vor, Bridget zum Schweigen zu bringen. Agent Machado ist derweilen dabei, über einen Richter die Telefonnachweise von Siobhan zu bekommen, wobei er jedoch scheitert. In einer Bar in Paris trifft Siobhan, unter dem Namen Cora, Tyler Barrett, einen charmanten Banker, der dort für eine von Andrews Niederlassungen tätig ist. Am nächsten Tag erhält Bridget auf dem Handy des Angreifers einen Anruf, mit dem der Anrufer sie bittet, ihm das Handy wiederzugeben, worauf sie nicht eingeht. Aufgrund einiger falsch eingeschätzten Informationen kommt es zum Streit zwischen Andrew und Shivette. Derweilen zieht Henry seine Investition an Andrews Hedgefond zurück, ohne Gemma etwas davon zu sagen. Dies führt zu einer Krise zwischen ihnen. Von ihrem Scheidungsanwalt erfährt Bridget etwas über eine Immobilie, die ihr Andrew anscheinend verschwiegen hatte. Als sie an diesem Tag zu dieser Immobilie fährt, trifft sie dort auf den geheimnisvollen Anrufer. Dieser versucht nun sein Handy wiederzukriegen, sie kann aber rechtzeitig fliehen. Nachdem sie dann Andrew die Situation erklärt hat, versöhnen sich die beiden wieder. In Paris wird Siobhan beim Sex mit Tyler auf einmal schlecht und sie stellt mit einem Schwangerschaftstest fest, dass sie schwanger ist und ahnt, dass das Kind von Henry ist. |                           |                                                   |                      |                                       |                  |                                                   |                 |
| 4 | Beste Freundinnen         | It’s Gonna Kill Me, But I’ll Do It                | 4. Okt. 2011         | 13. Dez. 2012                         | Jean de Segonzac | Cathryn Humphris                                  | 1,50 Mio.       |
| Bridget, Andrew, Gemma und Henry fahren raus zu den Hamptons um Siobhans Geburtstag zu feiern. Dort wird Bridget an vergangene Geburtstage, die sie und ihre Schwester zusammen erlebt hatten, erinnert. Henry will diese Einladung als Gelegenheit nutzen, die Affäre mit Siobhan wieder aufzunehmen, was Bridget aber ablehnt. Derweilen wird Gemma von Agent Machado über Siobhans Zwillingsschwester unglücklicherweise informiert, da sie ihren Freunden nie etwas über Bridget erzählt hatte. Im Haus spricht Gemma Bridget dann darauf an und sie erklärt ihr, warum sie ihr nicht von ihrer Zwillingsschwester erzählt hatte. In Paris versucht Siobhan mit ihren weiblichen Reizen, Tyler wieder näherzukommen, der aber, nach dem Rausschmiss vom letzten Mal, zunächst nichts mehr mit ihr zu tun haben möchte. Als Reaktion auf einen Albtraum, in dem Andrew durch Bridgets Sachen herausfindet, dass sie ihn belogen hat, verbrennt sie all diese Sachen in einem Feuer am Strand. Derweilen hilft Tyler Siobhan mit ihrem Geldproblemen, woraufhin sie zusammen ihren Geburtstag und die Nacht verbringen. In den Hamptons läuft inzwischen die Feier, auf der Gemma ein Gespräch zwischen ihrem Ehemann und Bridget belauscht und so erfährt, dass sie es ist, die mit Henry eine Affäre hat. Im Haus konfrontiert Machado sie mit einem mitgeschnittenen Notruf von ihr vom Boot, woraufhin sie einen Teil der Wahrheit zugibt. Nachdem dieser weg ist, erzählt sie Gemma ihr Geheimnis, um zu verhindern, dass sie es Andrew sagt. |                           |                                                   |                      |                                       |                  |                                                   |                 |
| 5 | Gemmas Plan               | A Whole New Kind of Bitch                         | 11. Okt. 2011        | 20. Dez. 2012                         | Janice Cooke     | Shintaro Shimosawa                                | 1,71 Mio.       |
| Nachdem Bridget Gemma die Wahrheit über sich erzählt hat, glaubt sie ihr nicht und hält es für eine schlechte Entschuldigung. Später zu Hause erinnert sie sich dann an eine Narbe an Siobhans Arm, welche sie bei Bridget nicht findet, woraufhin sie ihr doch glaubt. Derweilen pumpen Macavis Leute Malcolm weiter mit Drogen voll, um ihn so zum Reden zu bringen. Zwischen Andrew und Juliet bleibt die Stimmung weiter angespannt, da sie weiterhin Alkohol und andere Drogen zu sich nimmt. Unterdessen trifft Bridget in einem verzweifelten Versuch, nüchtern zu bleiben, auf den neuen NA-Betreuer namens Charlie. Gemma nutzt unterdessen ihre Position gegenüber Bridget aus und verlangt im Gegenzug zu ihrem Schweigen, dass sie mit Henry schlafen soll. Dadurch könnte sie sich von ihm scheiden lassen, doch Bridget weigert sich und erzählt dann Henry von Gemmas Plan. Da es Andrew mit Juliets Problemen zu viel wird und um sie vor dem schlechten Einfluss ihrer Freunde fernzuhalten, schickt er sie auf eine öffentliche Schule. Doch als sie sich am Abend rausgeschlichen hat, finden sie sie auf einer Party. Dort klären Andrew und Bridget Juliet über die Hintergründe der Trennung von Andrew und Juliets Mutter auf, woraufhin sich Bridget und Juliet nun etwas näherkommen. Gemma ruft am selben Abend Andrew an und bestellt ihn zu sich nach Hause, doch dort trifft er anstatt Gemma nur Henry vor, der sich merkwürdig verhält. Danach sieht man ihn die Treppe hochlaufen, wobei die Wand mit Blut verschmiert ist. |                           |                                                   |                      |                                       |                  |                                                   |                 |
| 6 | Problem gelöst!?          | The Poor Kids Do It Every Day                     | 18. Okt. 2011        | 27. Dez. 2012                         | Jerry Levine     | Rob Doherty                                       | 1,81 Mio.       |
| Als Bridget Gemma nicht erreichen kann, beginnt sie sich zu fragen, ob etwas zwischen ihr und Henry vorgefallen sein könnte. Inzwischen bekommt Juliet an ihrer neuen Schule gleich Probleme mit der schulbekannten Raufboldin Tessa, was zu einer Prügelei auf dem Schulflur führt. Die Schulleiterin glaubt aufgrund der Aussagen einiger Schüler und Juliets Vorgeschichte sie hätte angefangen, wobei selbst ihr Vater ihr nicht glaubt. Ihr neuer Lehrer rettet sie schließlich, indem er erzählt, er hätte gesehen, wie Tessa angefangen hat. Als Bridget Gemma bei ihr zu Hause besuchen möchte, trifft sie nur auf Henry, der glaubt sie hätte seiner Frau etwas angetan. Agent Machado bemerkt derweilen das Verschwinden von Malcolm und findet sein Auto in Wyoming. Der Verdacht fällt durch DNA-Spuren auf Macawi, wobei das FBI bei ihm keinen Hinweis auf den Verbleib Malcolms findet. Bridget fragt Charlie, ob er ihr neuer Betreuer sein möchte, woraufhin er zustimmt. Nachdem sich Bridget und Henry gegenseitig beschuldigt haben Gemma etwas angetan zu haben, kommen sie zu dem Schluss, dass sie wohl Opfer eines Verbrechens geworden ist. Die Polizei findet nach einem anonymen Anruf von Bridget, Beweise über das Verschwinden von Gemma und befragen daraufhin Henry, doch dabei kommt nichts heraus. Ihm Zuge ihrer Ermittlungen stellen sie Fingerabdrücke von Bridget an den Beweisen fest und berichten Agent Machado davon. In Paris erhält Siobhan einen Anruf von ihrem geheimen Komplizen, der ihr sagt, dass das „Gemma Problem“ beseitigt sei.                                                                              |                           |                                                   |                      |                                       |                  |                                                   |                 |
| 7 | Charlies Auftrag          | Oh Gawd, There’s Two of Them?                     | 1. Nov. 2011         | 3. Jan. 2013                          | Eriq LaSalle     | Pam Veasey                                        | 1,80 Mio.       |
| Bridget ist gezwungen Andrew und Henry von ihrer Zwillingsschwester zu erzählen, da die Polizei Fragen über das Verschwinden von Gemma stellt. Auf dem Polizeirevier berichtet ihr Machado vom Verschwinden von Malcolm. Unterdessen kann sich dieser aus der Gewalt von Macawis Leuten befreien und macht sich auf den Weg nach New York. Sie fragt auch Charlie, ob er bei der Suche nach Gemma helfen kann. Dabei erzählt sie ihm auch von Gemmas Auto, welches Henry zum JFK-Flughafen gefahren hatte, und wozu er meint, dass es der Polizei weiter helfen könnte. Unterdessen ist Juliet nicht wie vorher angekündigt bei einer Freundin, Monica, in Connecticut, sondern zusammen mit dieser auf einer Party. Dort übergibt sich Monica und Juliet bietet ihr an sie nach Hause zu fahren. Da Juliet aber selber etwas getrunken hat und auf der Fahrt einen Unfall baut, ruft sie zunächst ihren Englischlehrer an. Dieser wiederum ruft ihren Vater an. Andrew ist sauer darüber, dass Juliet schon wieder getrunken hat und dabei unerlaubt Auto fährt. Als Strafe nimmt er ihr ihren Treuhandfond über zehn Millionen Dollar weg. Auf der Eröffnungsfeier des von Gemma entworfenen Hamilton-Kunstpalastes sieht Bridget Malcolm und wird dabei ohnmächtig, woraufhin sie ins Krankenhaus kommt und die Ärzte nach ihrem Baby sehen wollen. Am Ende sieht man Charlie, wie er am Flughafen Blut in Gemmas Auto wegwischt und Siobhan Bericht erstattet: Er ist ihr Komplize. |                           |                                                   |                      |                                       |                  |                                                   |                 |
| 8 | Dann eben einen Hund …    | Maybe We Should Get a Dog Instead                 | 8. Nov. 2011         | 10. Jan. 2013                         | Nathan Hope      | Jay Faerber                                       | 1,75 Mio.       |
| Bridget belügt Andrew darüber, dass sie eine Fehlgeburt hatte, nachdem die Krankenschwester auf dem Ultraschallbild kein Baby sieht. Malcolm ruft sie an und erzählt ihr, wie er aus der Gefangenschaft von Macawis Leuten entkommen ist. Juliet beginnt derweilen in der Schule mit ihrem Englischlehrer zu flirten, doch dieser hat kein Interesse an ihr. Andrew feuert den Chef des europäischen Betriebes, da dieser Überweisungsdokumente verloren hat. Seine Partnerin Olivia bringt ihn auf die Idee, einen weiteren Versuch, mit Siobhan ein Kind zu bekommen, zu wagen. Charlie berichtet Bridget von seiner Suche nach Gemmas Auto und Hinweisen über ihr Verbleiben. Unterdessen kommt Tyler nach New York, nachdem er von Andrew den Job als Chef des europäischen Betriebes angeboten bekommen hat. Malcolm wird, nachdem er sich einen Schuss Heroin gesetzt hatte, verhaftet und von Agent Machado über den Verbleib von Bridget befragt. Am nächsten Tag lauert dieser Bridget auf und überredet sie, sich beim Gespräch mit Malcolm verkabeln zu lassen. Sie schafft es jedoch, ihm dies mitzuteilen, ohne dass es Machado merkt, sodass dieser keine weiteren Infos erhält. Mr. Carpenter wirft Juliet als Reaktion auf ihre Flirterei aus seiner Klasse. Beim Geschäftsessen stößt Bridget auf Tyler, wobei er glaubt, sie sei Cora. Nachdem Malcolm bei Bridget aufgetaucht ist, nimmt sie ihn für eine Nacht bei sich auf. Letztendlich bringt sie ihn zu Charlie und bittet ihn um Hilfe. |                           |                                                   |                      |                                       |                  |                                                   |                 |
| 9 | Geräusche im Keller       | Shut Up and Eat Your Bologna                      | 15. Nov. 2011        | 17. Jan. 2013                         | Scott White      | Bob Berens                                        | 1,83 Mio.       |
| Charlie versteckt Gemma in seiner wirklichen Wohnung im Keller. Dort sitzt sie gefesselt und geknebelt auf einem Stuhl. Währenddessen bemerkt Bridget, dass sie Gefühle für Andrew entwickelt. Dieser bringt ihr das reparierte Hochzeitskleid zurück. Dabei stößt sie wieder auf die Waffe, die ihr vom Polizisten anscheinend untergejubelt wurde. Diese bringt sie Charlie, der sie verschwinden lassen soll. Sie beginnt weiter in Siobhans Sachen zu wühlen und findet Antidepressiva und eine Arztrechnung einer Psychologin. Bei der Psychologin findet sie neue Informationen über Siobhans Lage. Unter anderem erfährt sie, dass ihre Schwester paranoide Schübe hatte. Währenddessen bemerkt Malcolm, dass mit Charlie etwas nicht stimmt. Er verhält sich für einen NA sehr merkwürdig, also gräbt Malcolm tiefer und findet den Schlüssel zur Zweitwohnung. Gleichzeitig stößt Bridget in einer verlassenen Kirche, die nun als Amüsierbetrieb verwendet wird, auf Charlie. Malcolm und sie beschließen, seine Wohnung genauer unter die Lupe zu nehmen. Während Bridget Charlie ablenkt, untersucht Malcolm die Zweitwohnung. Gerade, als er die Tür zum Keller öffnen will, warnt Bridget ihn, dass Charlie zurückkommt. Malcolm kann gerade noch ein entladenes Handy mitnehmen und verschwindet. |                           |                                                   |                      |                                       |                  |                                                   |                 |
| 10 | Weiße Rosen               | That’s What You Get for Trying to Kill Me         | 29. Nov. 2011        | 24. Jan. 2013                         | Stuart Gillard   | Eric Charmelo & Nicole Snyder                     | 1,60 Mio.       |
| Nachdem Malcolm das Handy aufgeladen hat, stellt sich heraus, dass es nicht Charlie gehört, sondern Gemmas ist. Daraufhin informiert Malcolm die Polizei, die jedoch in der Wohnung von Charlie nichts vorfindet. Charlie hatte genug Zeit, Gemma an einen anderen Ort zu verlegen. Er plant gegen den Willen von Siobhan deren Beseitigung. Die Polizei befragt nun Malcolm eingehender. Währenddessen plant Andrew den sechsten Hochzeitstag von Siobhan und ihm. Bridget informiert derweil Henry, der ihr jedoch nicht glaubt. Zurück in der Wohnung ist Charlie zu Besuch und versucht Bridget zu erpressen. Als er die Wohnung verlässt, sieht ihn Henry. Derweil ist Machado hinter einem Maulwurf her, den er schließlich auch schnappen kann. Es handelt sich um den Agenten, der Bridget mit der Waffe versorgte. Zusammen mit Andrew besorgt Bridget die vereinbarte Summe und geht zum Treffpunkt. Doch Henry hat die Polizei informiert und die Übergabe scheitert. Charlie schießt auf Gemma und bringt sie dann zu einem Lagerhaus. Doch Gemma ist nicht tot und kann Charlie verletzen. Im Kampf gewinnt jedoch Charlie wieder die Oberhand und kann Gemma töten. Siobhan ist jedoch aus Paris zurückgekehrt und erschießt daraufhin Charlie. Danach täuscht sie einen Selbstmord von Charlie vor. Sie beschließt eine Weile in New York nach dem Rechten zu sehen. Am Ende der Folge entdeckt Bridget einen Umschlag mit Siobhans Handschrift. |                           |                                                   |                      |                                       |                  |                                                   |                 |
| 11 | Irgendwie normal          | It Just Got Normal                                | 31. Jan. 2012        | 31. Jan. 2013                         | Jeff Thomas      | Cathryn Humphris                                  | 1,40 Mio.       |
| 12 | Hotel Pivoine             | What Are You Doing Here, Ho-Bag?                  | 7. Feb. 2012         | 7. Feb. 2013                          | Jerry Levine     | Hank Chilton                                      | 1,18 Mio.       |
| 13 | Daddys Kohle              | It’s Easy To Cry, When This Much Cash Is Involved | 14. Feb. 2012        | 21. Feb. 2013                         | Guy Bee          | Shintaro Shimosawa, Eric Charmelo & Nicole Snyder | 1,10 Mio.       |
| 14 | Alles wird gut            | Whores Don’t Make That Much                       | 21. Feb. 2012        | 28. Feb. 2013                         | Janice Cooke     | Robert Doherty                                    | 1,25 Mio.       |
| 15 | P.S.: Du bist ein Idiot!  | P.S. You’re An Idiot                              | 28. Feb. 2012        | 14. März 2013                         | Allan Arkush     | Bob Berens                                        | 1,15 Mio.       |
| 16 | Zu hübsch für den Knast   | You’re Way Too Pretty to Go to Jail               | 6. März 2012         | 14. März 2013                         | Joshua Butler    | Jay Faerber & Cathryn Humphris                    | 1,25 Mio.       |
| 17 | Schüsse aus dem Nichts    | What We Have is Worth the Pain                    | 13. März 2012        | 21. März 2013                         | Howard Deutch    | Scott Nimerfro                                    | 1,11 Mio.       |
| 18 | Die Karte des Grauens     | That Woman’s Never Been a Victim Her Entire Life  | 20. März 2012        | 21. März 2013                         | Scott White      | Hank Chilton                                      | 1,16 Mio.       |
| 19 | Schönes Leben noch        | Let’s Kill Bridget                                | 27. März 2012        | 28. März 2013                         | Jerry Levine     | Jay Faerber & Robert Berens                       | 1,11 Mio.       |
| 20 | Tee zu zweit              | If You’re Just An Evil Bitch Then Get Over It     | 3. Apr. 2012         | 28. März 2013                         | Roger Kumble     | Cathryn Humphris                                  | 1,05 Mio.       |
| 21 | Das wahre Gesicht         | It’s Called Improvising, Bitch!                   | 10. Apr. 2012        | 4. Apr. 2013                          | Janice Cooke     | Scott Nimerfro                                    | 1,10 Mio.       |
| 22 | Ich bin der gute Zwilling | I’m the Good Twin                                 | 17. Apr. 2012        | 4. Apr. 2013                          | Eriq LaSalle     | Eric Charmelo & Nicole Snyder                     | 1,20 Mio.       |

## Rezeption
The Hollywood Reporter bezeichnet Ringer als „suspense thriller“.

### Kritiken
Die Serie hat bei Metacritic ein Metascore von 59/100 basierend auf 29 Rezensionen. Auf TV.com hat die Serie ein Rating von 7,6/10 basierend auf 346 abgegebenen Stimmen, AfterEllen und AfterElton gab der Serie ein positives Review und sagte, es sei die „allerbeste neue Serie des Jahres“. und auf IMDb.com hat sie ein Rating von 7,3/10 basierend auf 2813 abgegebenen Stimmen.
Doch Matthew Gilbert von The Boston Globe war nicht sehr angetan von Ringer und gab ihr die Note „D“. Er erklärte „Die miesen Effekte, wie die Zwillinge im selben Raum dargestellt wurden, sind schlampig, und die Handlung – von einer schmalzigen Seifenoper geklaut – ist noch schlimmer“.

### Preise und Nominierungen
| Tabellarische Übersicht der Auszeichnungen und Nominierungen | Tabellarische Übersicht der Auszeichnungen und Nominierungen | Tabellarische Übersicht der Auszeichnungen und Nominierungen | Tabellarische Übersicht der Auszeichnungen und Nominierungen | Tabellarische Übersicht der Auszeichnungen und Nominierungen |
| Jahr                                                         | Auszeichnung                                                 | Für                                                          | Kategorie                                                    | Resultat                                                     |
| ------------------------------------------------------------ | ------------------------------------------------------------ | ------------------------------------------------------------ | ------------------------------------------------------------ | ------------------------------------------------------------ |
| 2011                                                         | Critics’ Choice Television Award                             | Ringer                                                       | Most Exciting New Series                                     | Gewonnen                                                     |
| 2012                                                         | Teen Choice Award                                            | Sarah Michelle Gellar                                        | Choice TV Actress: Drama                                     | Nominiert                                                    |